# Quesada (Spanyolország)
Quesada település Spanyolországban, Jaén tartományban. Quesada Cabra del Santo Cristo, Larva, Úbeda, Peal de Becerro, Cazorla, Pozo Alcón, Hinojares, Huesa, Dehesas de Guadix és Alicún de Ortega községekkel határos. Lakosainak száma 4952 fő (2024).

## Népesség
A település népessége az elmúlt években az alábbi módon változott:
| Lakosok száma | 6033 | 5979 | 5922 | 5916 | 5906 | 5613 | 5400 | 5209 | 5106 | 4952 |
|               | 2001 | 2004 | 2007 | 2009 | 2012 | 2014 | 2017 | 2019 | 2022 | 2024 |